# Joseph George
Joseph George (Hoei, 21 november 1954) is een voormalig Belgisch politicus voor het cdH.

## Levensloop
Joseph George werd als licentiaat in de rechten, het economisch recht, en het verzekeringwezen beroepshalve advocaat. Ook was hij stafhouder in de Belgische Orde van Advocaten
Hij werd politiek actief voor het cdH, tot 2002 PSC, en werd voor deze partij van 1985 tot 2007 provincieraadslid van de provincie Luik. Ook was hij van 1988 tot 2018 gemeenteraadslid van Hoei en daarnaast ook ondervoorzitter van de Luikse provincieraad.
In 2007 nam George ontslag als provincieraadslid om lid van de Kamer van volksvertegenwoordigers te worden ter opvolging van Marie-Dominique Simonet en zou dit blijven tot in 2014. Bij de verkiezingen van 2014 stelde hij zich kandidaat voor het Waals Parlement, maar slaagde er niet in om verkozen te raken.
Daarnaast is hij ook benoemd tot officier in de Orde van Leopold II.